# Nokia Booklet 3G
Nokia Booklet 3G – netbook zaprezentowany przez Fińską firmę Nokia, producenta telefonów komórkowych 24 sierpnia 2009.

## Historia
Nokia zaplanowała premierę modelu Booklet 3G na 24 sierpnia 2009, i ogłosiła dalsze szczegóły 2 sierpnia w Stuttgarcie. Cena została ustalona na €575 netto; jest to jeden z najdroższych netbooków na rynku.

## Design i technologia
Podczas gdy Nokia przedstawia Booklet 3G jako "mini laptop", powinien być on raczej skategoryzowany jako netbook. Nokia Booklet 3G ma 2 cm grubości i waży 1,25 kg. Posiada obudowę z aluminium o takich samych właściwościach jak to używane w lotnictwie i wygląda podobnie do komputerów MacBook. Posiada błyszczącą matrycę pokrytą szkłem o wymiarach 10,1 cali, i obsługuje rozdzielczość HD Ready.
Booklet bazuje na procesorze Intel Atom Z530 i systemie Microsoft Windows 7. Nokia twierdzi, że Booklet wytrzymuje 12 godzin na jednym ładowaniu. Model wspiera łączność poprzez Wi-Fi, Bluetooth i 3G/HSPA. Oferuje także wsparcie dla innych usług telekomunikacyjnych poprzez kartę SIM, ma wbudowany moduł A-GPS i akcelerometr, oraz zapewnia wsparcie dla serwisu Ovi Maps.
Netbook ten był produkowany przez firmę Compal i miał oznaczenie modelu LA-5301P.